# Tommys
Tommys ist eine Dansband aus Vaasa in Finnland.

## Diskografie
- 1988: Sommarhälsning
- 1989: En ny glädje
- 1990: De tusen sjöars land
- 1991: Vår dotter
- 1991: Ensamhet
- 1994: Hyllning till far och mor
- 1994: Som en vårnatt
- 1997: Lyckans land
- 1997: En liten blomma
- 1998: Som vita duvor
- 1999: Min kärlek blommar än
- 2000: Till en vän
- 2001: En liten blomma
- 2001: Aftonstjärnan
- 2001: Tommys bästa
- 2003: I kväll ska vi ha fest
- 2006: En dag i taget
- 2006: Stunder av lycka
- 2011: Spegelbild

## Svensktoppen-Lieder
- Min kärlek blommar än – 1998–1999
- I kväll ska vi ha fest – 2001